# Gare d’Herny
Gare d’Herny vasútállomás Franciaországban, Herny településen.

## Vasútvonalak
Az állomást az alábbi vasútvonalak érintik:
- Rémilly–Saarbrücken-vasútvonal

## Kapcsolódó állomások
A vasútállomáshoz az alábbi állomások vannak a legközelebb:
- Gare de Rémilly
- Gare de Faulquemont